# Adriaan van der Stel

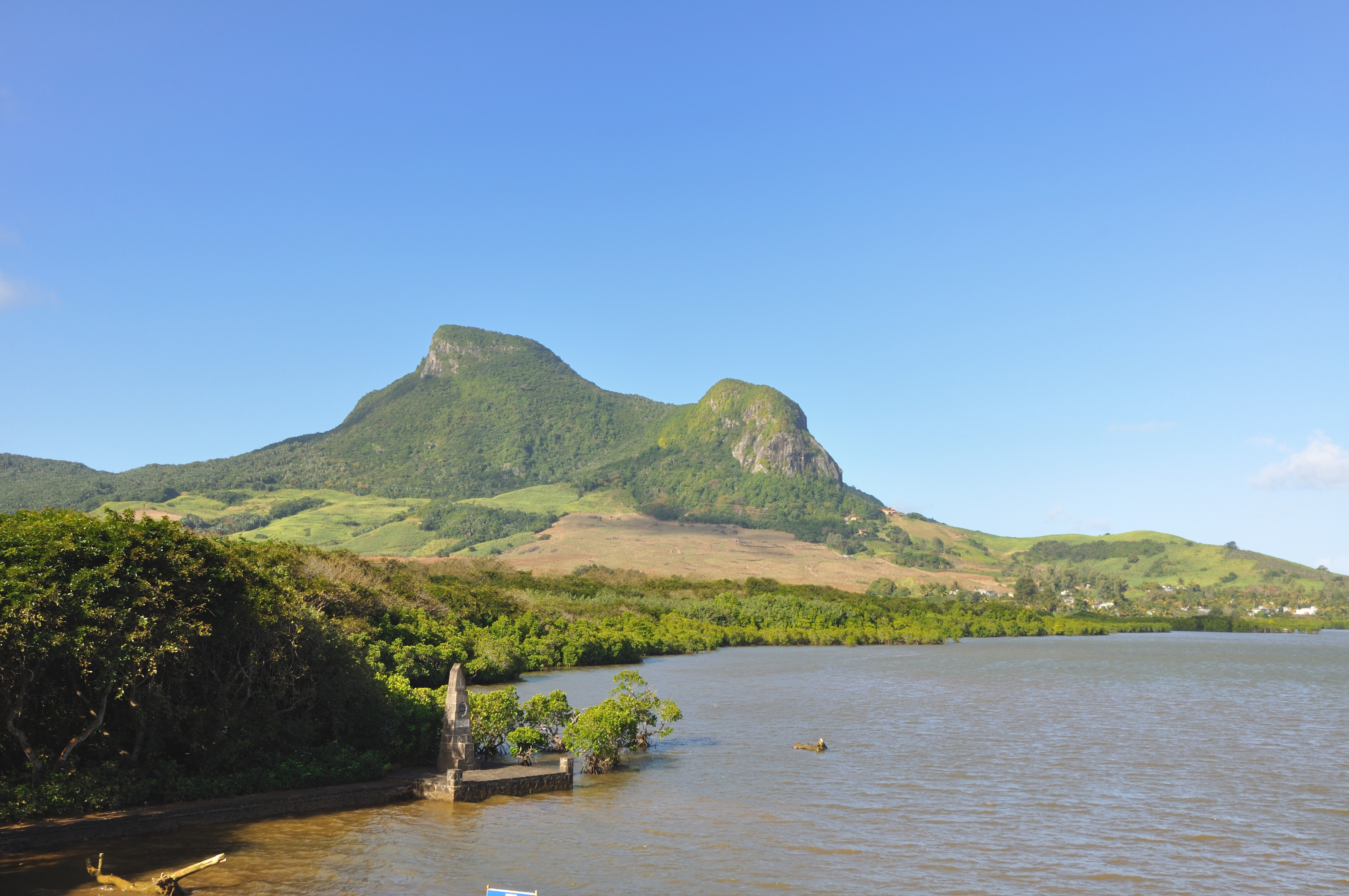
Die Insel Mauritius

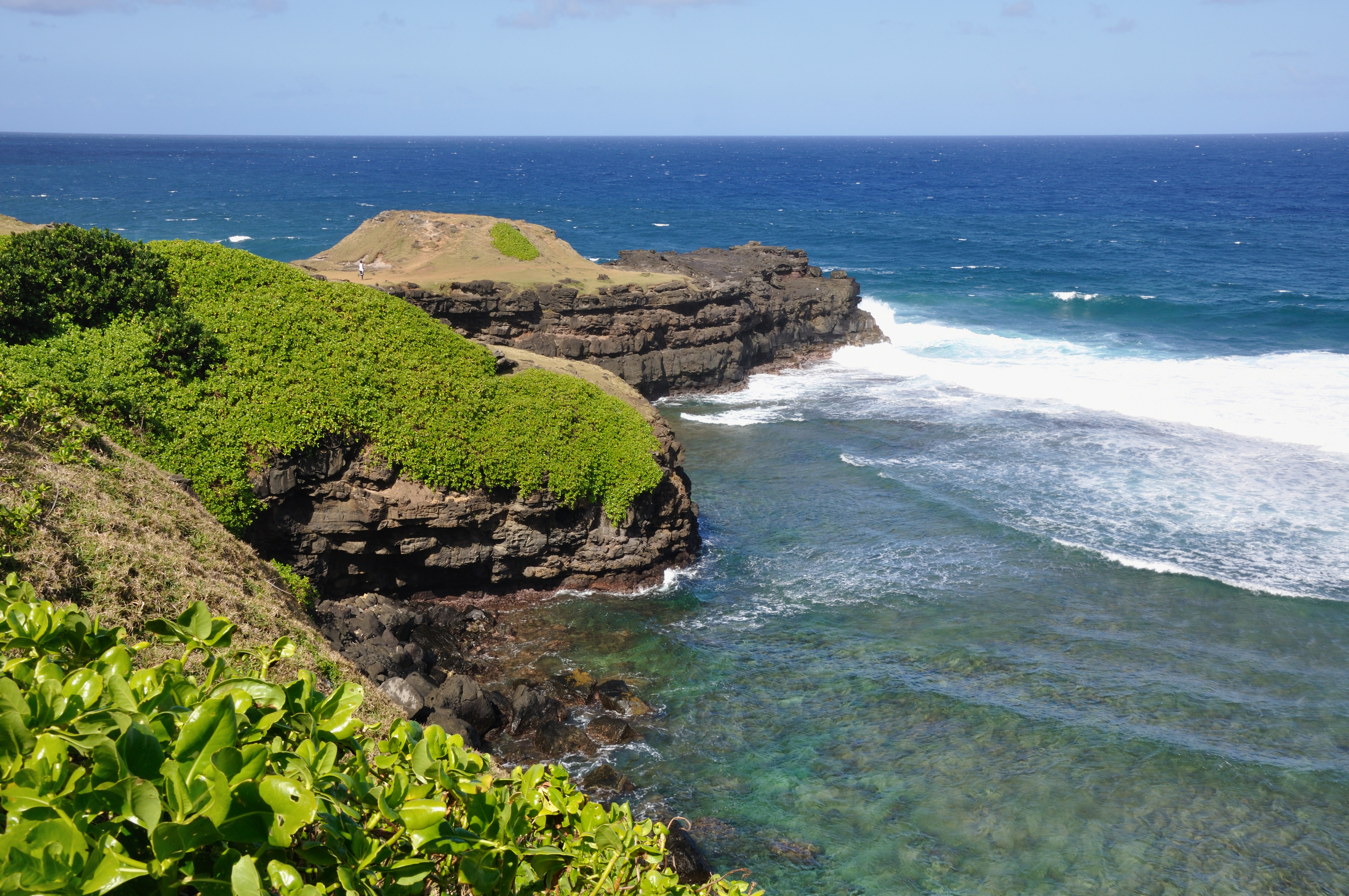
Küste von Mauritius

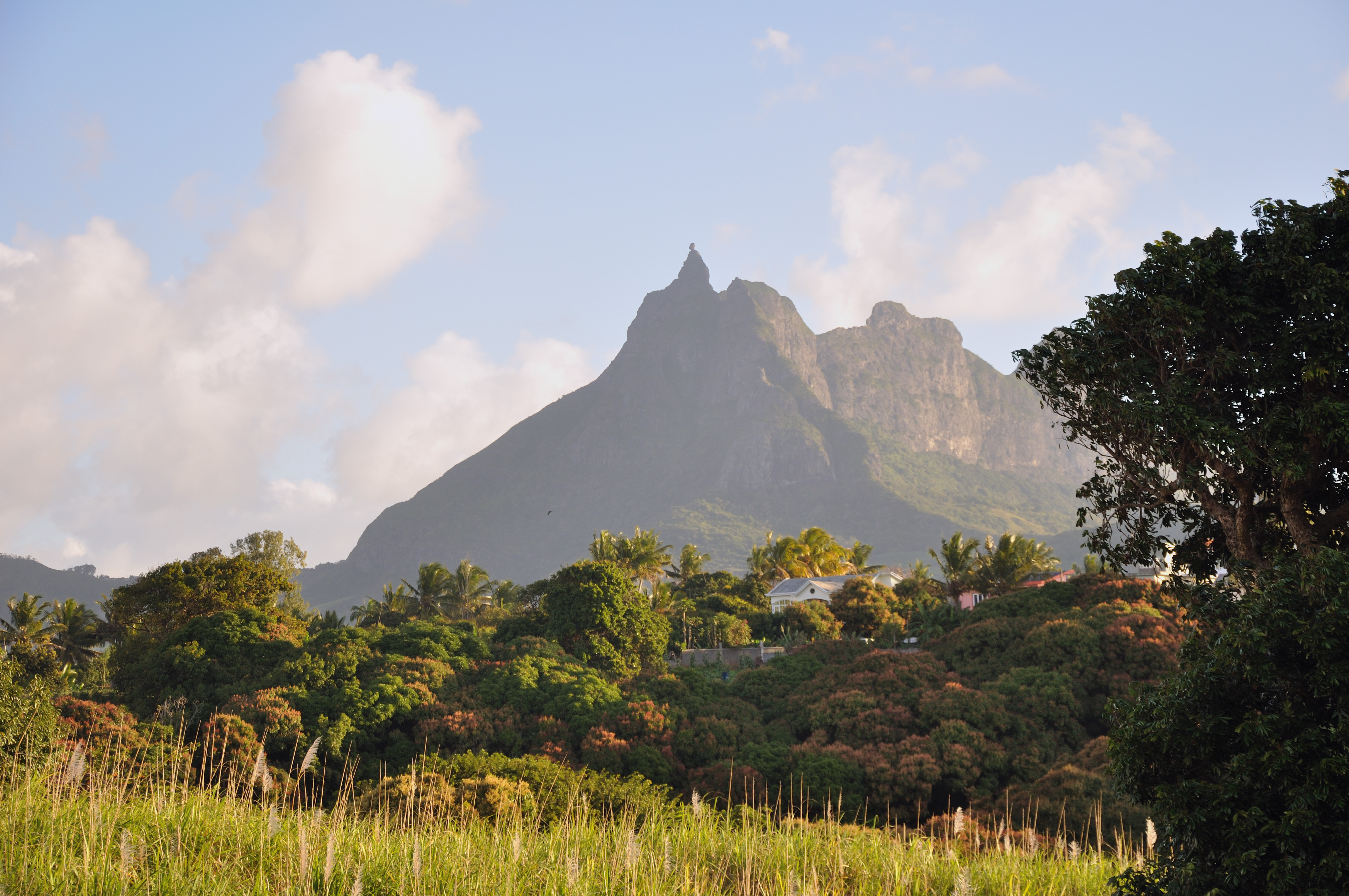
Landschaft in Mauritius, in der Zuckerrohr angebaut werden kann

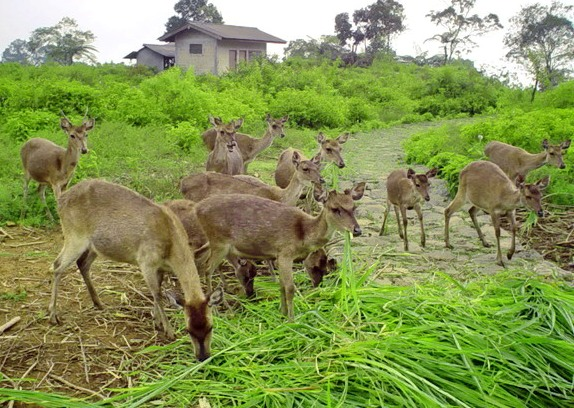
Ein Rudel Mähnenhirsche

Adriaan van der Stel, auch Adriaen oder Ariën (* Januar 1605 in Dordrecht; † etwa 1646 in Niederländisch-Indien) war um 1639 bis 1645 Gouverneur von Mauritius und in dieser Funktion der Nachfolger von Cornelius Gooyer. Er wurde, nachdem man ihn 1645 nach Ceylon versetzte, durch Jacob van der Meersh abgelöst.
Er stand in den Diensten der VOC und 1623 beendete er seinen Dienst auf dem Schiff De Star und wurde „stellvertretender Assistent“ in Indien. Nach Beendigung seines Vertrages ließ er sich als freier Bürger und privater Kaufmann in Batavia nieder.
1638 beschloss die VOC, Mauritius zu kolonisieren und einen Gouverneur auf die Insel zu entsenden, um zu verhindern, dass England und Frankreich die Insel erobern konnten. Cornelius Gooyer ließ innerhalb weniger Monate ein Fort errichten und dieses mit 24 Soldaten besetzen. Er ließ sich nach einem Jahr versetzten und im Amt durch Adriaan van der Stel ersetzt.
Van der Stel ehelichte am 24. März 1639 in Batavia Maria Lievens, die malaiischer Herkunft war. Nach anderen Quellen stammte seine Frau aus Goa und war die Nachkommin befreiter Sklaven. Er erreichte am 8. November 1639 auf dem Schiff de Kappel den Hafen von Warwijck. Unterwegs wurde sein Sohn Simon van der Stel geboren.
Während seines ersten Jahres ließ er das Fort Frederik Hendrik erweitern und bewaffnete es mit 14 Kanonen. Die Ruinen des Forts sind bis heute ein deutliches Zeugnis für die Anwesenheit der Niederländer auf Mauritius. Van der Stel vergrößerte die Garnison auf 80 Soldaten, teilweise mit Invaliden von den Sundainseln.
1641 wurde er mit dem Export von Ebenholz beauftragt. Infolgedessen bzw. mit der Anpflanzung von Obst und Gemüse ließ Van der Stel 1642 105 Sklaven aus Madagaskar einführen um den Arbeitskräftemangel auf der Insel zu beenden. Innerhalb einer Woche flüchtete die Hälfte der Sklaven in das innere der Insel. Van der Stel war erfolgreicher was die Einfuhr von Mähnenhirschen (Cervus timorensis) und den Anbau von Zuckerrohr betraf; letztgenanntes ist bis heute das wichtigste angebaute Handelsgut der Insel.
Im Oktober 1643 besuchte Abel Tasman aus Batavia kommend mit einer unbekannten Ladung Mauritius. Die Besatzung musste mit Essen und Trinken (für maximal 16 Tage) versorgt werden, außerdem benötigten die zwei Schiffe Wasser, Feuerholz und Lebensmittel für eine längere Reise. Auf Mauritius schienen mehrere Mängel an den Schiffen zu bestehen, sodass der Aufenthalt länger als geplant dauerte. Vom Gouverneur erhielt Tasman (portugiesische) Seekarten, der mit einem günstigen Wind Ostwärts fahren musste, um das mysteriöse Terra Australis zu entdecken.
Van der Stel hatte den Auftrag die Landwirtschaft auf Mauritius zu entwickeln, kämpfte aber vor allem gegen Ratten und Dürren. Die Besatzung überlebte auf der Insel bis mindestens 1644 und ernährte sich vor allem vom Fischfang und von der Jagd.
Van der Stel wurde nach Ceylon versetzt, wo er Kommandant einer kleinen Armee wurde. Am 19. Mai 1645 im Krieg gegen Raja Senga fiel er singhalesischen Kriegern in die Hände, die ihn später enthaupteten. Seinen Kopf trugen die Sieger auf einem Pfahl umher und übersandten ihn schließlich dem Gouverneur von Ceylon.

## Familie
Seine Eltern waren Simon van der Stelle, ein Magistratsmitglied von Dordrecht, und Mariken Adriaens. Er war deren jüngster Sohn.
Der älteste Sohn von Adriaan van der Stel und Maria Lievens war Simon van der Stel, ein früherer Gouverneur der Kapkolonie.